# رشاحة
الرشاحة (1) (بالإنجليزية: Leachate)‏ هي أي سائل يقوم باستخلاص المواد المنحلة أو المستعلقة أثناء مروره بمادة نفوذة. يشيع استخدام مصطلح الرشاحة في العلوم البيئية وخاصة في المناجم وأماكن التعدين والردم ودفن النفايات.
يختلف التركيب الكيميائي للرشاحات في أماكن دفن النفايات حسب الموقع وحسب نوع النفايات المدفونة.

## هوامش
- (1) الرشاحة [3] أو النضاضة أو غسالة التربة.[4]